# SZ dio NP Mljet
Das europäische Vogelschutzgebiet SZ dio NP Mljet bzw. ausgeschrieben Sjeverozapad dio nacionalnog parka Mljet (deutsch: Nordwestlicher Teil des Nationalparks Mljet) liegt vor der Nordwestküste der Insel Mljet im Adriatischen Meer vor Kroatien. Das etwa 16,5 km² große Vogelschutzgebiet umfasst zu 92,5 % Meeresfläche sowie die der Insel Mljet vorgelagerten Inseln. Hier brüten etwa 20 % der kroatischen Korallenmöwen sowie weitere Seevögel.
Das Gebiet wurde im Jahr 2013 als Vogelschutzgebiet gemeldet.

## Schutzzweck
Folgende Vogelarten sind für das Gebiet gemeldet; Arten, die im Anhang I der Vogelschutzrichtlinie geführt sind, sind mit * gekennzeichnet:
| Bild                     | Anhang I | EU Code | Art                      | wissenschaftlicher Name               |
| ------------------------ | -------- | ------- | ------------------------ | ------------------------------------- |
| Wanderfalke              | *        | A103    | Wanderfalke              | Falco peregrinus                      |
| Korallenmöwe             | *        | A181    | Korallenmöwe             | Larus audouinii                       |
| Mittelmeer-Krähenscharbe | *        | A392    | Mittelmeer-Krähenscharbe | Phalacrocorax aristotelis desmarestii |